# Cyran (saint)
Pour les articles homonymes, voir Cyran.
Saint Cyran, mort aux environs de 657, aussi connu sous le nom de Sigiran(d), Sigiramne ou Sigirannus est fils de Sigilaïc, archevêque de Tours et ancien comte de Bourges. Il fut échanson à la cour du roi Clotaire II, puis archidiacre de Tours. Il est fêté le 4 décembre.
Il est le fondateur de l'abbaye de Méobecq, en 642, et du monastère de Longoret à Saint-Michel-en-Brenne vers 632,  qui prit plus tard son nom : l'abbaye de Saint-Cyran-en-Brenne.
Cyran fit un voyage à Rome.
Sa dépouille était conservée dans l'église Saint-Cyran du Blanc, où son culte était célébré, après la reconnaissance de son corps effectuée par Jean de Sully en 1269. L'année suivante, le même Jean de Sully (archevêque de Bourges) offrit quelques reliques aux moines de son monastère, six siècles donc après sa mort.